# Herbulotides lymantrina
Herbulotides lymantrina är en fjärilsart som beskrevs av Claude Herbulot 1970. Herbulotides lymantrina ingår i släktet Herbulotides och familjen mätare. Inga underarter finns listade i Catalogue of Life.